# Pastor Garafiano
Der Pastor Garafiano ist ein spanischer Hütehund aus La Palma, Kanarische Inseln. Der Name stammt von der Gemeinde Garafía, im Norden der Insel, wo die Rasse stark verbreitet ist. 2003 wurde die Rasse von der Real Sociedad Canina de España (RSCE), die Spanien bei der FCI vertritt, innerhalb der Gruppe 1, Sektion 1, Standardnummer 405 offiziell anerkannt. Von der FCI selbst steht die Anerkennung noch aus.
Der Hund ist relativ häufig auf La Palma anzutreffen. Er bewacht Schaf- und Ziegenherden auch in schwer zugänglichen Weidegründen. Er ähnelt dem Deutschen Schäferhund, bis 64 cm und 35 kg Gewicht, optisch jedoch weniger massig, hat helleres und längeres Fell. 